# Francis X. Bellotti

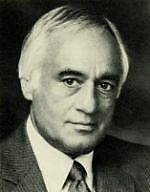
Francis Bellotti (1984)

Francis Xavier Bellotti (* 3. Mai 1923 in Roxbury, Boston, Massachusetts, USA; † 17. Dezember 2024) war ein US-amerikanischer Politiker. Von 1963 bis 1965 war er Vizegouverneur des Bundesstaates Massachusetts.

## Leben
Über die Jugend und Schulausbildung von Francis Bellotti ist nichts überliefert. Während des Zweiten Weltkrieges diente er in der United States Navy. Anschließend studierte er bis 1947 an der Tufts University. Nach einem Jurastudium am Boston College wurde er 1952 als Rechtsanwalt zugelassen. Politisch schloss er sich der Demokratischen Partei an. In den Jahren 1964 und 1980 nahm er als Delegierter an den jeweiligen Democratic National Conventions teil. 1958 kandidierte er erfolglos für den Posten des Bezirksstaatsanwalts im Norfolk County.
1962 wurde Bellotti an der Seite von Endicott Peabody zum Vizegouverneur von Massachusetts gewählt. Dieses Amt bekleidete er von 1963 bis 1965. Dabei war er Stellvertreter des Gouverneurs. Im Jahr 1964 bewarb er sich erfolglos um das Amt des Gouverneurs. Von 1975 bis 1987 fungierte er als Attorney General von Massachusetts. Zwischenzeitlich war er Vorsitzender der Bundesvereinigung der Attorney Generals. In den Jahren 1970 und 1990 strebte Bellotti erfolglos die Nominierung seiner Partei für die Gouverneurswahlen an. Ab 1991 praktizierte er als Rechtsanwalt in der Kanzlei Mintz, Levin, Cohn, Ferris, Glovsky, and Popeo.